# Stenopelix valdensis
Stenopelix valdensis Meyer, 1857 è un piccolo dinosauro erbivoro, vissuto nel Cretaceo inferiore (Berriasiano tra 145,5 e 140,2 milioni di anni fa), i cui fossili sono stati ritrovati in Germania.

## Descrizione
Probabilmente lo stenopelice era un piccolo erbivoro relativamente agile, lungo circa 1,5 metri, abbastanza simile ai coevi ipsilofodontidi ma leggermente più robusto.

## Tassonomia
Questo dinosauro è conosciuto per uno scheletro frammentario, purtroppo privo di cranio. Lo scheletro è piuttosto simile a quello di Psittacosaurus, un antenato dei ceratopsidi (tra cui il famoso triceratopo), ma sembra ancora più primitivo, e non è improbabile che Stenopelix possa essere l'antenato comune dei ceratopsi e dei pachicefalosauri con cranio a cupola. Il cranio mancante, tuttavia, non permette di definire l'esatta posizione filogenetica di questo dinosauro.